# Polonghera
Polonghera är en ort och kommun i provinsen Cuneo i regionen Piemonte i Italien. Kommunen hade 1 140 invånare (2018).